# Adorația magilor (pictură de Correggio)
Adorația magilor este o pictură realizată de pictorul italian din perioada renascentistă târzie Correggio, în jurul anilor 1515-1518. Este găzduită în Pinacoteca di Brera din Milano, Italia.

## Istoria
Pictura a fost achiziționată de colecția Brera în 1895, atribuită lui Scarsellino, provenind din colecția cardinalului Cesare Monti, din care în 1650 a fost transferat la arhidieceza de Milano. În secolul al XIX-lea a fost atribuită lui Correggio, lucrare care datează din cariera sa timpurie.